# Oxymeris dillwynii
Oxymeris dillwynii é uma espécie de gastrópode do gênero Oxymeris, pertencente a família Terebridae.